# Leichtathletik-Europameisterschaften 1990/400 m der Männer

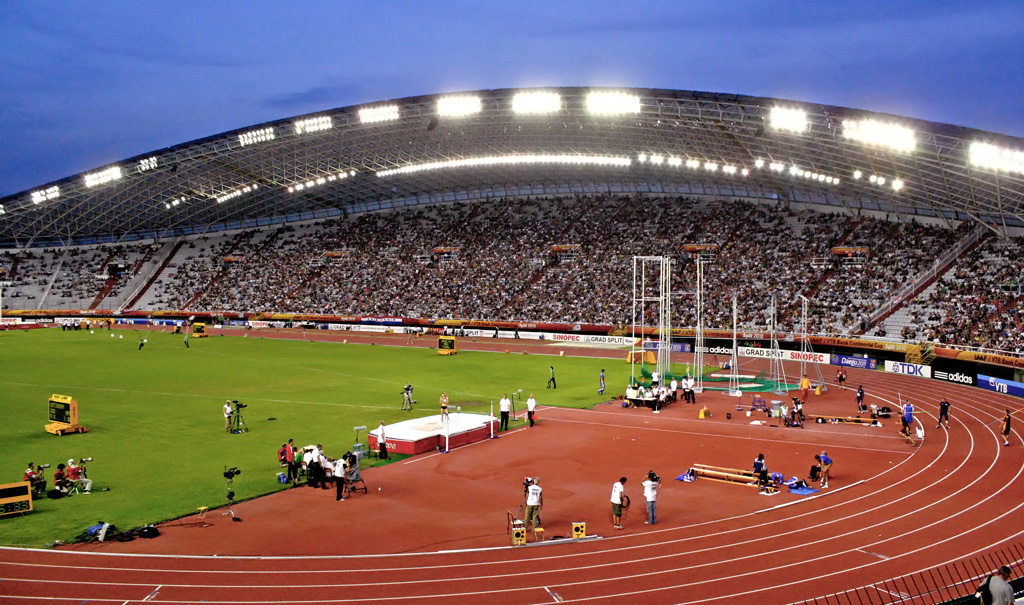
Das Stadion Poljud von Split im Jahr 2010

Der 400-Meter-Lauf der Männer bei den Leichtathletik-Europameisterschaften 1990 wurde vom 28. bis 30. August 1990 im Stadion Poljud in Split ausgetragen.
In diesem Wettbewerb errangen die Läufer aus der DDR mit Silber und Bronze zwei Medaillen. Europameister wurde der britische Titelverteidiger Roger Black. Der Weltmeister von 1987 und Europarekordinhaber Thomas Schönlebe kam wie 1986 auf den zweiten Platz. Bronze ging an Jens Carlowitz.

## Rekorde

### Bestehende Rekorde
| Weltrekord           | 43,29 s | Harry Reynolds   | Zürich, Schweiz              | 17. August 1988   |
| Europarekord         | 44,33 s | Thomas Schönlebe | WM Rom, Italien              | 3. September 1987 |
| Meisterschaftsrekord | 44,72 s | Roger Black      | EM Stuttgart, BR Deutschland | 29. August 1986   |

Der bestehende EM-Rekord wurde bei diesen Europameisterschaften nicht erreicht. Die schnellste Zeit erzielte der später im Finale viertplatzierte Spanier Cayetano Cornet im zweiten Halbfinale mit 45,00 s, womit er 28 Hundertstelsekunden über dem Rekord blieb. Zum Europarekord fehlten ihm 67 Hundertstelsekunden, zum Weltrekord 1,71 Sekunden.

### Rekordverbesserung
Es wurde ein neuer Landesrekord aufgestellt:

45,30 s – Slobodan Branković (Jugoslawien), zweites Halbfinale am 29. August

## Legende
Kurze Übersicht zur Bedeutung der Symbolik – so üblicherweise auch in sonstigen Veröffentlichungen verwendet:
| NR  | Nationaler Rekord              |
| DNS | nicht am Start (did not start) |

## Vorrunde
28. August 1990
Die Vorrunde wurde in drei Läufen durchgeführt. Die ersten vier Athleten pro Lauf – hellblau unterlegt – sowie die darüber hinaus vier zeitschnellsten Läufer – hellgrün unterlegt – qualifizierten sich für das Halbfinale.

### Vorlauf 1
| Platz | Name               | Nation         | Zeit (s) |
| ----- | ------------------ | -------------- | -------- |
| 1     | Roger Black        | Großbritannien | 45,53    |
| 2     | Slobodan Branković | Jugoslawien    | 45,77    |
| 3     | Tomasz Jędrusik    | Polen          | 45,92    |
| 4     | Thomas Schönlebe   | DDR            | 45,98    |
| 5     | Dmitri Golowastow  | Sowjetunion    | 46,15    |
| 6     | Roberto Ribaud     | Italien        | 46,54    |
| 7     | Jörg Vaihinger     | BR Deutschland | 46,56    |
| 8     | Antonio Sánchez    | Spanien        | 46,99    |

### Vorlauf 2
| Platz | Name               | Nation         | Zeit (s) |
| ----- | ------------------ | -------------- | -------- |
| 1     | Norbert Dobeleit   | BR Deutschland | 45,71    |
| 2     | Jens Carlowitz     | DDR            | 46,10    |
| 3     | Olivier Noirot     | Frankreich     | 46,14    |
| 4     | Lewis Samuel       | Großbritannien | 46,74    |
| 5     | Dejan Jovković     | Jugoslawien    | 46,79    |
| 6     | José Luis Palacios | Spanien        | 46,90    |
| 7     | Ari Pinomäki       | Finnland       | 47,16    |
| 8     | Alexei Petuchow    | Sowjetunion    | 47,46    |

### Vorlauf 3
| Platz | Name            | Nation         | Zeit (s) |
| ----- | --------------- | -------------- | -------- |
| 1     | Cayetano Cornet | Spanien        | 46,07    |
| 2     | Nenad Djurović  | Jugoslawien    | 46,42    |
| 3     | Andrea Nuti     | Italien        | 46,61    |
| 4     | Paul Sanders    | Großbritannien | 46,75    |
| 5     | Tamás Molnár    | Ungarn         | 46,80    |
| 6     | Aivar Ojastu    | Sowjetunion    | 46,85    |

## Halbfinale
29. August 1990
In den beiden Halbfinalläufen qualifizierten sich die jeweils ersten vier Athleten – hellblau unterlegt – für das Finale.

### Lauf 1
| Platz | Name             | Nation         | Zeit (s) |
| ----- | ---------------- | -------------- | -------- |
| 1     | Roger Black      | Großbritannien | 45,46    |
| 2     | Thomas Schönlebe | DDR            | 45,66    |
| 3     | Nenad Djurović   | Jugoslawien    | 45,67    |
| 4     | Tomasz Jędrusik  | Polen          | 45,80    |
| 5     | Paul Sanders     | Großbritannien | 46,06    |
| 6     | Olivier Noirot   | Frankreich     | 46,07    |
| 7     | Andrea Nuti      | Italien        | 46,11    |
| DNS   | Jörg Vaihinger   | BR Deutschland |          |

### Lauf 2
| Platz | Name               | Nation         | Zeit (s) |
| ----- | ------------------ | -------------- | -------- |
| 1     | Cayetano Cornet    | Spanien        | 45,00    |
| 2     | Jens Carlowitz     | DDR            | 45,15    |
| 3     | Norbert Dobeleit   | BR Deutschland | 45,15    |
| 4     | Slobodan Branković | Jugoslawien    | 45,30 NR |
| 5     | Dejan Jovković     | Jugoslawien    | 46,07    |
| 6     | Dmitri Golowastow  | Sowjetunion    | 46,22    |
| 7     | Lewis Samuel       | Großbritannien | 46,98    |
| 8     | Roberto Ribaud     | Italien        | 47,39    |

## Finale

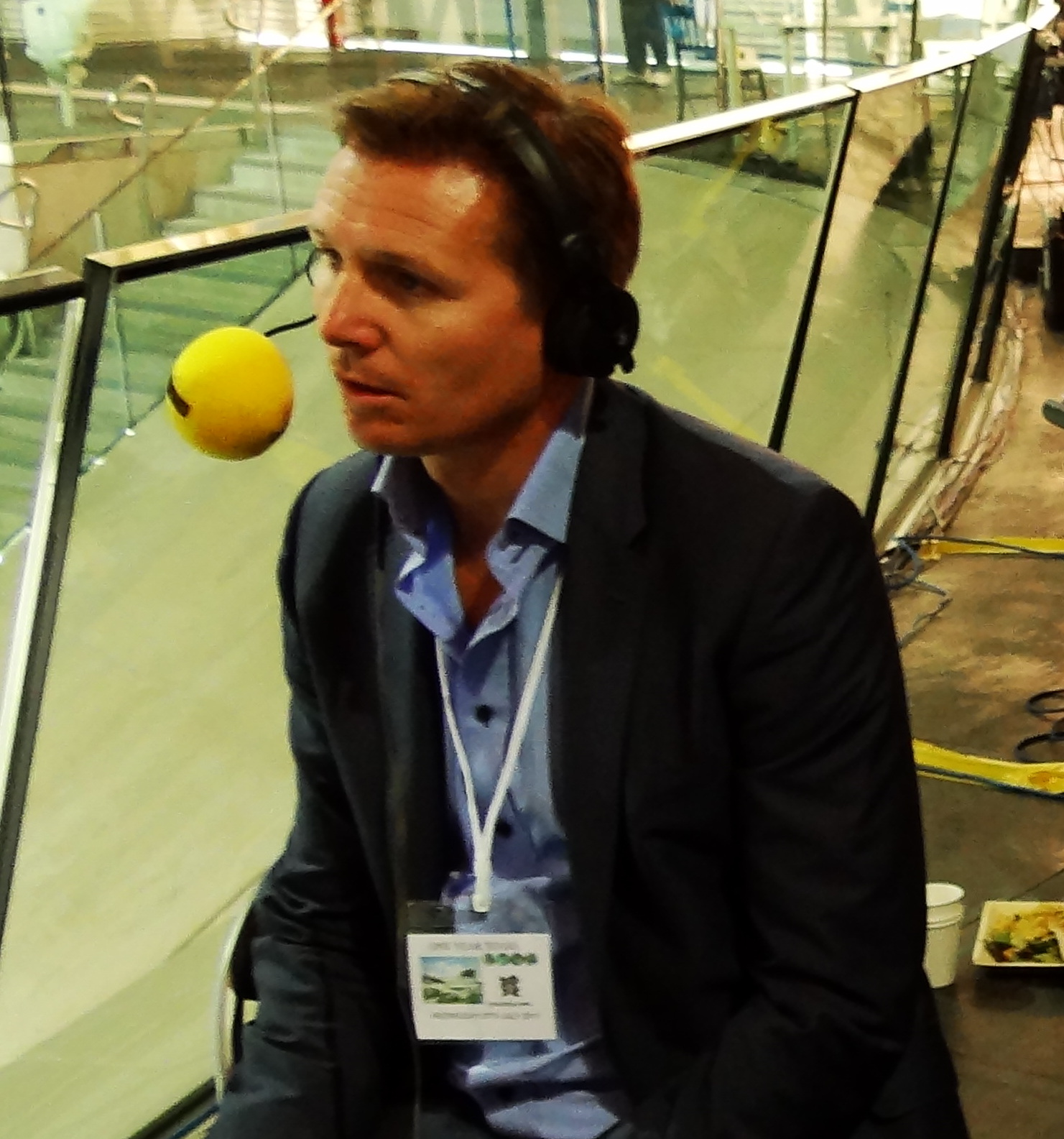
Europameister Roger Black (hier als Fernsehmoderator im Jahr 2011)
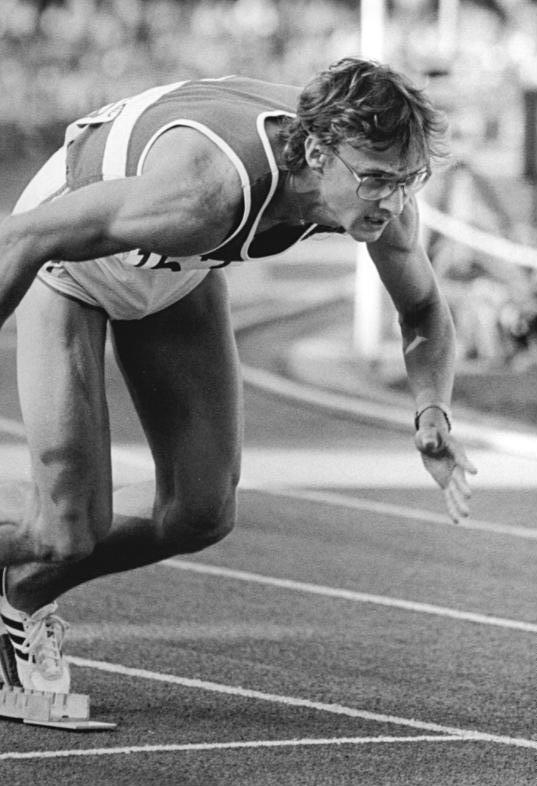
Vizeeuropameister wie 1986: Thomas Schönlebe, Weltmeister von 1987 und Europarekordinhaber
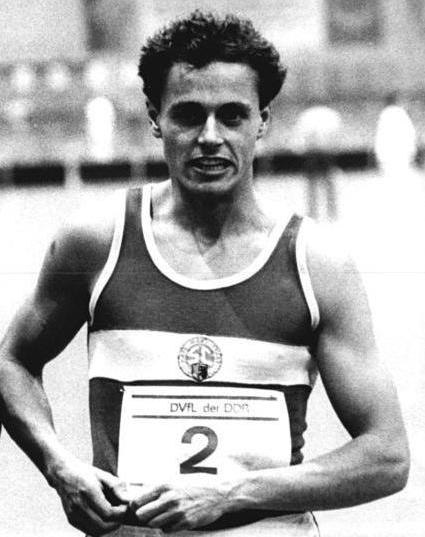
Bronzemedaillengewinner Jens Carlowitz

30. August 1990
| Platz | Name               | Nation         | Zeit (s) |
| ----- | ------------------ | -------------- | -------- |
| 1     | Roger Black        | Großbritannien | 45,08    |
| 2     | Thomas Schönlebe   | DDR            | 45,13    |
| 3     | Jens Carlowitz     | DDR            | 45,27    |
| 4     | Cayetano Cornet    | Spanien        | 45,30    |
| 5     | Norbert Dobeleit   | BR Deutschland | 45,42    |
| 6     | Slobodan Branković | Jugoslawien    | 45,49    |
| 7     | Nenad Djurović     | Jugoslawien    | 46,19    |
| 8     | Tomasz Jędrusik    | Polen          | 46,25    |

## Videolink
- 3014 European Track & Field 1990 Split 400m Men, www.youtube.com, abgerufen am 21. Dezember 2022
- 1990 European Athletics Championships Men's 400m final, www.youtube.com, abgerufen am 21. Dezember 2022